# Hagécourt
Hagécourt is een gemeente in het Franse departement Vosges (regio Grand Est) en telt 116 inwoners (2009). De plaats maakt deel uit van het arrondissement Épinal.

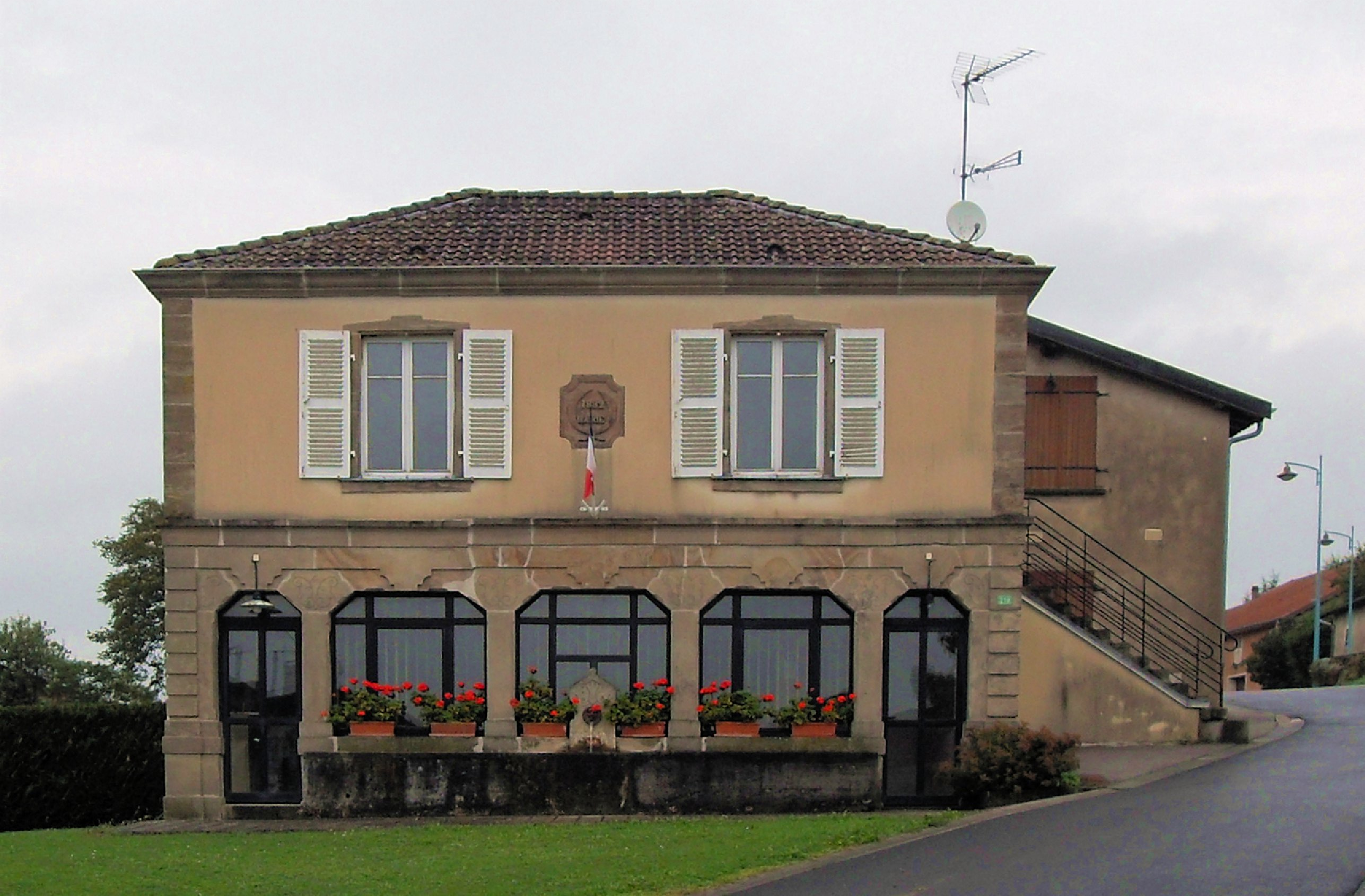
Gemeentehuis
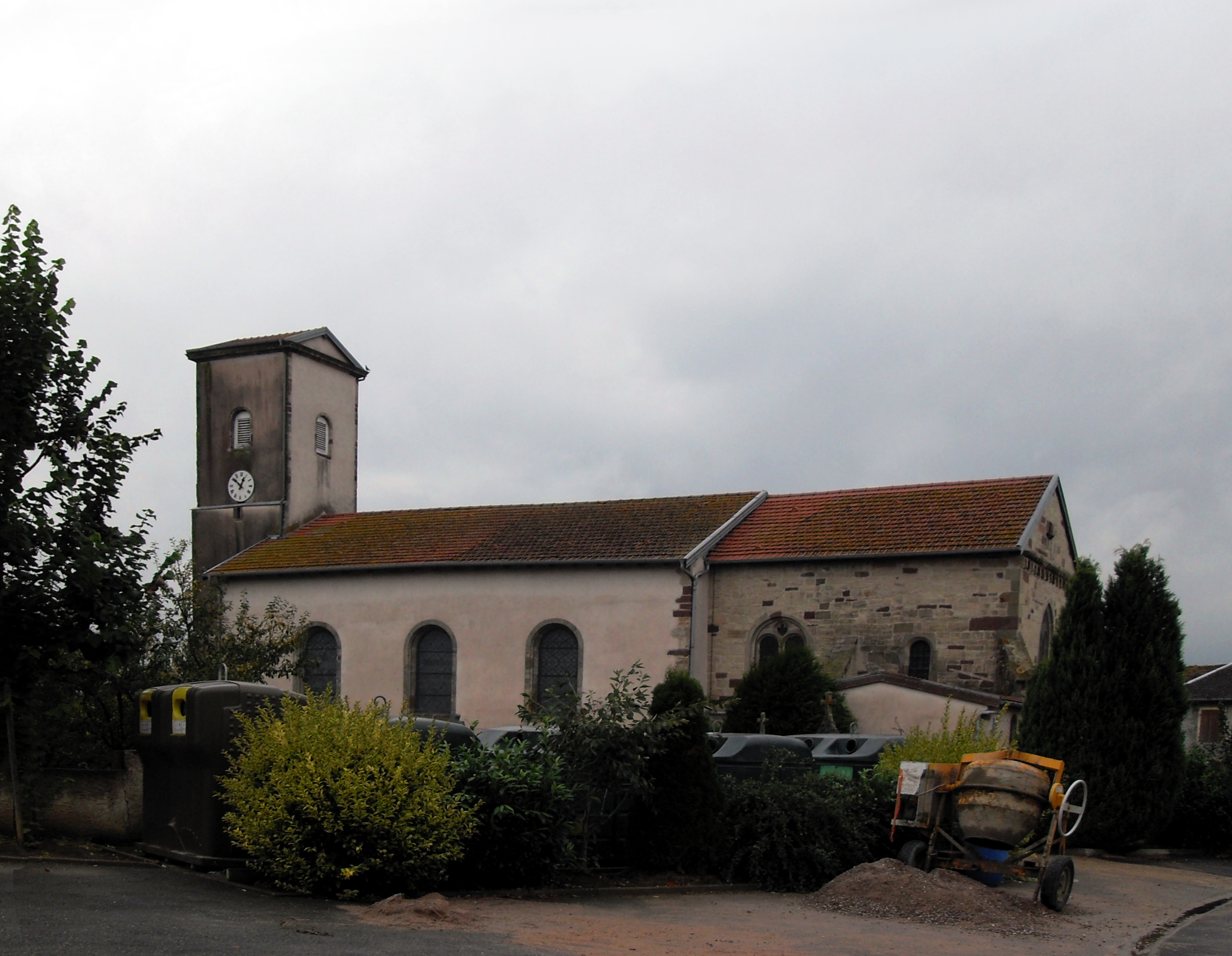
Kerk Saint-Hilaire, Hagécourt

## Geografie
De oppervlakte van Hagécourt bedraagt 7,4 km², de bevolkingsdichtheid is dus 15,7 inwoners per km².
De onderstaande kaart toont de ligging van Hagécourt met de belangrijkste infrastructuur en aangrenzende gemeenten.

## Demografie
Onderstaande figuur toont het verloop van het inwonertal (bron: INSEE-tellingen).